# Anarchist Federation

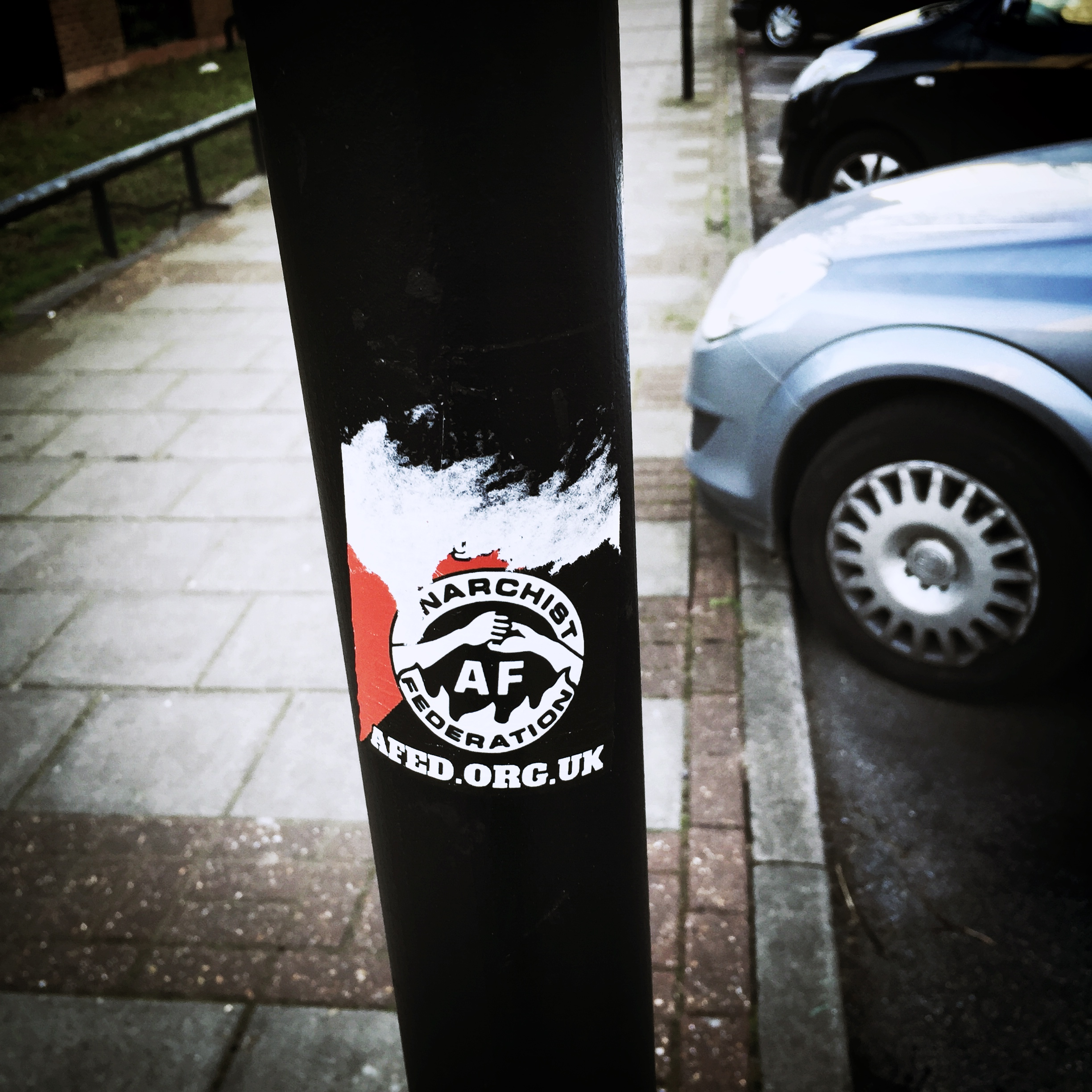
Pegatina de la federación anarquista británica Anarchist Federation en Stratford.

Anarchist Federation, (Federación Anarquista), o AF, es una federación de anarquistas en Gran Bretaña e Irlanda. Fue fundada como Anarchist Communist Federation (Federación Anarco-Comunista) en marzo de 1986 por el Anarchist Communist Discussion Group, que se había unido alrededor de comunistas libertarios que habían vuelto de Francia y comenzaron a vender folletos de otras organizaciones, y de los miembros de Syndicalist Fight.
El grupo apuntó a promover una intervención de los anarquistas en acontecimientos tales como la huelga de los mineros. Cambió su nombre a Federación Anarquista en los últimos años de la década de los 1990s por amplitud ideológica y táctica, aunque sigue habiendo una defensa del anarcocomunismo como centro de su política.
Los principios dominantes de la Anarchist Federation incluyen un llamado a la lucha de clases como método para suprimir el capitalismo y el Estado, y un rechazo de la estrategia "vanguardista" (vanguardia iluminada) que considera caracteriza a los partidos políticos “revolucionarios”. La federación es afiliada a la Internacional de Federaciones Anarquistas, la AF publica el diario teórico Organize!, así como un boletín de noticias mensual, Resistance!.